# Svarttjärnen (Järna socken, Dalarna)
Svarttjärnen är en sjö i Vansbro kommun i Dalarna och ingår i Dalälvens huvudavrinningsområde.